# Avanza
Avanza è un partito politico ecuadoriano di orientamento socialdemocratico fondato nel 2012 da Ramiro González, già presidente della provincia del Pichincha; aggregò diversi esponenti di Sinistra Democratica e varie personalità indipendenti.

## Risultati
| Elezione          | Seggi   |
| ----------------- | ------- |
| Parlamentari 2013 | 5 / 137 |
| Parlamentari 2017 | 0 / 137 |